# Staustufe Neckarzimmern
Die Staustufe Neckarzimmern liegt am Neckar in Baden-Württemberg. Sie wird von einem Wehrsteg überquert, der auch als Radweg genutzt wird. Auf der südlichen Neckarseite befindet sich die Gemarkung Haßmersheim.

## Aufbau
Die Staustufe besteht aus drei Wehrfeldern mit fünf Bauwerken. Die gesamte Anlage wird auf 140 Metern von einem zirka zweieinhalb Meter breiten, in Trogbauweise errichteten Wehrsteg überspannt. Er ist Teil des Neckartal-Radweges und wird sowohl von Radfahrern als auch von Fußgängern frequentiert.

## Baumaßnahmen
Der stark renovierungsbedürftige Steg wurde in den Sommerferien 2013 komplett ersetzt. Statt eines Asphaltbelages ist nun ein Gitterrost im Einsatz, um die Ablagerung von Eis und Schnee zu verhindern.

## Lage
Die Staustufe ist vom Rhein aus gesehen die neunte Anlage.

## Bootsschleppe
Auf der linken Neckarseite steht eine Bootsschleppe zur Verfügung. Das Gleis ist 290 m lang.